# Angelica e Medoro (Peterzano)
Angelica e Medoro è un dipinto del pittore Simone Peterzano, eseguito con la tecnica dell'olio su tela. Fa parte della collezione privata della Galerie Canesso di Parigi.

## Storia
Il dipinto è identificato come opera di Peterzano, commissionato dal milanese Gerolamo Legnani come indicato nel madrigale “Rome” di Giovanni Paolo Lomazzo del 1587 e nel “Ranisch” del 1589 sempre di Lomazzo che sicuramente aveva potuto visionare il dipinto.: 
(De i grotteschi - Giovan Paolo Lomazzo-1587)
Difficile definire l'esatta datazione se è vero che Lomazzo aveva visto la tela: serve considerare che essendo questi diventato cieco in giovane età, potrebbe essere indicata una datazione intorno al 1565. Il dipinto risulta fosse ancora a Milano tra i beni della famiglia Legnami nel 1615, quando venne inserito in un catalogo, e malgrado se ne siano perse le tracce per parecchio tempo esso rimase sempre a Milano. Risulta essere inserito in una collezione privata sempre milanese nel 1940 ritrovata da Wart Arslan, colui che riconoscerà nell'opera quella indicata nel poema di Lomazzo. Ripresentata nel 1970, la tela fu poi esposta a New York nel 1993. La datazione considera anche le componenti venete dell'opera che sono maggiori rispetto a quelle lombarde a cui l'artista si avvicinerà solo dopo gli anni settanta del Cinquecento. Proprio questo dipinto ha permesso la ricostruzione monografica dell'artista. Secondo Mina Gregori il dipinto è successivo alla tela Venere e Cupido presente a Brera.
Del dipinto sono conservati, presso il Castello Sforzesco di Milano, tre disegni preparatori, identificati da Maria Teresa Fiorio, che furono esposti con la tela nella mostra del 1998.

## Descrizione e stile
L'opera si basa sul canto XIX dell'Orlando furioso, dove Angelica, figlia di Galafrone re del Catai, la principale figura femminile del poema, incontra per la prima volta il giovanissimo guerriero saraceno Medoro, rimasto ferito. La fanciulla gli presta i soccorsi e tra i due nascerà l'amore. Nel dipinto si vedono i cadaveri di Cloridano, commilitone e migliore amico di Medoro, e di Dardinello, il signore di entrambi; verranno seppelliti da Angelica e dal pastore che appare vicino a lei.
 Medoro è raffigurato seduto a terra sopra un manto dorato, con l'espressione alquanto sofferente, la testa rovesciata indietro, e la bocca semiaperta. Egli si appoggia sulle gambe di Angelica che volge a lui lo sguardo in una situazione già d'intimità. Il pastore, posto sul lato destro, con le sue robuste braccia afferra il cadavere di Cloridano; egli è in ombra, quasi a non volere disturbare l'intimità dei due soggetti protagonisti. All'estrema sinistra si vede in primo piano un cavallo, sebbene non inquadrato per interno, e in lontananza un paesaggio montano, col nuovo giorno che sorge. Tutta la scena si svolge nel sottobosco, molto frondoso e in ombra. L'artista ha scelto la raffigurazione piramidale che riprende l'opera Venere e Cupido con due satiri. La vicinanza tra le due tele indicherebbe il periodo di massima capacità di produzione pittorica di Peterzano. Forse la tela di Brera è stata realizzata per prima, quando l'artista era ancora a Venezia, mentre Angelica e Medoro nel periodo milanese, ma entrambe indicano una importante varietà di riferimenti figurativi, soprattutto veneziani in Venere, Cupido e due satiri  laddove Angelica e Medoro riprende, secondo il critico Paolo Plebani, la tendenza a " tradurre il sensuale e caldo colorismo veneto in cromia squillanti e metalliche, caratteri che contraddistinguono in maniera crescente la produzione matura dell'artista a Milano".